# 룬룬
룬룬(るんるん)은 고단샤에서 발행했던 만화잡지이자 나카요시의 자매지이다. 고단샤에서 발행하는 나카요시보다 낮은 연령층을 대상으로 한다. 원래는 계간(季間)잡지였지만 1993년 5월호부터 격월간 잡지로 전환되었다가 1998년 1월호를 끝으로 사실상 폐간하였다.
자매지라고는 하지만 원래는 나카요시의 증간호(나카요시 증간 룬룬)였으므로 지금의 증간호인 <나카요시 러블리>와 잡지 성향은 거의 같고, 연재되는 것은 오리지널 작품이 중심이지만 나카요시 연재 작품의 예외편도 게재되고 있었다. 또 일부 쇼트&개그만화는 나카요시와 공통으로 연재되었다.
덧붙여 격월간지 창간호부터 1996년 7월호까지 캔디·캔디의 별책 부록(B6판 96페이지, 마지막 20권만 112페이지)이 붙어 있었다.
1998년 1월호를 마지막으로 사실상 폐간되었다.